# Carta Para Deus
"Carta Para Deus" é um single do cantor brasileiro Anderson Freire, lançado em abril de 2020 pela gravadora MK Music, com produção musical de André Freire, sobrinho do cantor, e Janderson Almeida.
A canção foi composta pelo próprio cantor em parceria com Aretusa e André Freire, e é a segunda de trabalho do seu novo EP.
O videoclipe foi lançado no canal da gravadora no YouTube e ganhou mais de 500 mil visualizações.